# Вайсберг, Роман Ефимович
Роман Ефимович Вайсберг (1896, Киев — 1935) — экономист, действительный член Коммунистической академии (1933).

## Биография
Роман Вайсберг родился в Киеве в 1896 году, семье мелкого торговца Ефима Вайсберга. Роман окончил два курса Киевского университета (экономический факультет), после чего был мобилизован на фронт Первой мировой войны. Участвовал в революционном движении и вступил в РСДРП(б) в 1917 году. После Октябрьской революции Вайсберг занимался партийной работой в Киеве и Саратове. В 1920—1921 годах он проживал в Ростове-на-Дону, где работал в агитационно-пропагандистском отделе Донкома ВКП(б). В 1925 году Вайсберг окончил экономический факультет Института красной профессуры, после чего начал работать в Госплане СССР, где входил в президиум. В 1930—1932 годах он был ответственным редактором газеты «Экономическая жизнь», а с 1933 года — действительным членом Коммунистической академии и заместителем директора Института экономики Коммунистической академии. Урна с прахом захоронена на Донском кладбище (закрытый колумбарий № 1).

### Работы
В сфере научных интересов Романа Вайсберга входили проблемы переходного периода («военного коммунизма»), разработка теории советского хозяйства и планирования, а также — критика «буржуазных» экономических теорий. Опубликовал около сорока печатных работ: в том числе монографии «Деньги и цены. (Подпольный рынок в период военного коммунизма)» (1925) и «Проблемы пятилетнего перспективного плана» (1928).